# Волошинское сельское поселение (Родионово-Несветайский район)
Волошинское сельское поселение — муниципальное образование в Родионово-Несветайском районе Ростовской области.
Административный центр сельского поселения — хутор Волошино.
По территории сельского поселения, с северо-запада на юго-восток, протекает река Сухой Несветай, а вдоль южной административной границы протекает река Тузлов.

## Административное устройство
В состав Волошинского сельского поселения входят:
- хутор Волошино;
- село Генеральское;
- хутор Глинки;
- хутор Ивановка;
- хутор Курлаки;
- хутор Юдино.

## Население
| 2010  | 2012  | 2013  | 2014  | 2015  | 2016  | 2017  |
| ----- | ----- | ----- | ----- | ----- | ----- | ----- |
| 2025  | ↗2034 | ↘2012 | ↗2020 | ↗2028 | ↘1994 | ↘1963 |
| 2018  | 2019  | 2020  | 2021  |       |       |       |
| ↘1943 | ↗1948 | ↗1949 | ↘1941 |       |       |       |